# THE IDOLM@STER 765 MILLION ALLSTARS BEST
『THE IDOLM@STER 765 MILLION ALLSTARS BEST』（アイドルマスター ナムコ ミリオン オールスターズ ベスト）は、2023年3月22日にリリースされたベストアルバム。
ここでは同日に発売されたもう2枚のベストアルバム『THE IDOLM@STER LIVE THE@TER BEST』（アイドルマスター ライブ シアター ベスト）と『THE IDOLM@STER MILLION THE@TER BEST』（アイドルマスター ミリオン シアター ベスト）についても記載する。

## 概要
「アイドルマスター ミリオンライブ!」の10周年を記念して発売されたベストアルバムCD。発売元はランティス。
全体曲を収録した『765 MILLION ALLSTARS BEST』、「ミリオンライブ!」時代のCDシリーズのユニット曲を収録した『LIVE THE@TER BEST』、「シアターデイズ」のイベント曲を中心に収録した『MILLION THE@TER BEST』の3種類が同時にリリースされた。
また、「シアターデイズ」収録の際、CDと歌唱メンバーが異なっていた場合に、配信限定でゲームと同じ歌唱メンバーで提供されていたBrand new Ver.が初収録された。
CD初収録の曲は太字で表記する。

## 765 MILLION ALLSTARS BEST
2023年3月22日発売。「ミリオンライブ!」時代のCDシリーズの全体曲と「シアターデイズ」の歴代テーマ曲、10周年記念の新曲「Crossing!」を収録。一部のショップでは購入特典として、同時発売のベストアルバムが全て入るオリジナル収納BOXが付属。
「Thank You!（765 MILLION ALLSTARS ver.）」は初音源化、「夢にかけるRainbow（Brand new Ver.）」は初のCD化となる。
収録曲
歌：765 MILLION ALLSTARS
1. Thank You!（765 MILLION ALLSTARS ver.）
作詞：NBSI（モモキエイジ）、作曲・編曲：NBSI（佐藤貴文）
2. Welcome!!（765 MILLION ALLSTARS ver.）
作詞：佐々木恵梨、作曲・編曲：BNSI（佐藤貴文）
3. Dreaming!（765 MILLION ALLSTARS ver.）
作詞：真崎エリカ、作曲：NBSI（佐藤貴文）、編曲：Arte Refact
4. Brand New Theater!
作詞：モモキエイジ、作曲：BNSI（佐藤貴文）、編曲：EFFY
5. UNION!!
作詞：藤本記子、作曲・編曲：堀江晶太
6. Flyers!!!
作詞：唐沢美帆、作曲・編曲：新田目翔
7. Glow Map
作詞：原田篤（Arte Refact）、作曲・編曲：半田翼
8. Harmony 4 You
作詞：宮崎まゆ、作曲・編曲：KOH
9. 夢にかけるRainbow（Brand new Ver.）
作詞：MEG.ME、作曲・編曲：矢鴇つかさ (Arte Refact)
10. Crossing!
作詞：唐沢美帆、作曲・編曲：堀江晶太

## LIVE THE@TER BEST
2023年3月22日発売。「LIVE THE@TER PERFORMANCE」～「LIVE THE@TER FORWARD」までの4シリーズのユニット曲を収録。5枚組。
「サンリズム・オーケストラ♪（Brand new Ver.）」「brave HARMONY（Brand new Ver.）」「リフレインキス（Brand new Ver.）」「Starry Melody（Brand new Ver.）」は初のCD化となる。
収録曲
DISC-1
1. Legend Girls!!
歌：天海春香（中村繪里子）、天空橋朋花（小岩井ことり）、七尾百合子（伊藤美来）、箱崎星梨花（麻倉もも）、最上静香（田所あずさ）
作詞：こだまさおり、作曲・編曲：白戸佑輔
2. PRETTY DREAMER
歌：我那覇響（沼倉愛美）、春日未来（山崎はるか）、豊川風花（末柄里恵）、望月杏奈（夏川椎菜）、横山奈緒（渡部優衣）
作詞：こだまさおり、作曲・編曲：矢鴇つかさ（Arte Refact）
3. Blue Symphony
歌：如月千早（今井麻美）、北沢志保（雨宮天）、田中琴葉（種田梨沙）、所恵美（藤井ゆきよ）
作詞：こだまさおり、作曲・編曲：山口朗彦
4. Sentimental Venus
歌：水瀬伊織（釘宮理恵）、エミリー スチュアート（郁原ゆう）、真壁瑞希（阿部里果）、百瀬莉緒（山口立花子）
作詞：こだまさおり、作曲：rino、編曲：関野元規
5. Marionetteは眠らない
歌：星井美希（長谷川明子）、伊吹翼（Machico）、北上麗花（平山笑美）、ジュリア（寺川愛美）
作詞：こだまさおり、作曲・編曲：高田暁
6. カワラナイモノ
歌：三浦あずさ（たかはし智秋）、篠宮可憐（近藤唯）、高山紗代子（駒形友梨）、福田のり子（浜崎奈々）
作詞：こだまさおり、作曲：藤本記子、編曲：福富雅之
7. Good-Sleep, Baby♡
歌：高槻やよい（仁後真耶子）、大神環（稲川英里）、中谷育（原嶋あかり）、矢吹可奈（木戸衣吹）
作詞：こだまさおり、作曲・編曲：川野勝広
8. Helloコンチェルト
歌：秋月律子（若林直美）、木下ひなた（田村奈央）、佐竹美奈子（大関英里）、松田亜利沙（村川梨衣）
作詞：こだまさおり、作曲：増谷賢、編曲：長田直之
9. 瞳の中のシリウス
歌：四条貴音（原由実）、高坂海美（上田麗奈）、徳川まつり（諏訪彩花）、宮尾美也（桐谷蝶々）
作詞：こだまさおり、作曲・編曲：野井洋児
10. Fu-Wa-Du-Wa
歌：菊地真（平田宏美）、双海真美（下田麻美）、島原エレナ（角元明日香）、舞浜歩（戸田めぐみ）
作詞：こだまさおり、作曲・編曲：関野元規
11. ココロがかえる場所
歌：萩原雪歩（浅倉杏美）、周防桃子（渡部恵子）、二階堂千鶴（野村香菜子）、ロコ（中村温姫）
作詞：こだまさおり、作曲・編曲：高田暁
12. Bigバルーン◎
歌：双海亜美（下田麻美）、永吉昴（斉藤佑圭）、野々原茜（小笠原早紀）、馬場このみ（高橋未奈美）
作詞：こだまさおり、作曲・編曲：高田暁

DISC-2
1. 合言葉はスタートアップ！
歌：レジェンドデイズ
作詞：mft、作曲・編曲：酒井拓也（Arte Refact）
2. Growing Storm!
歌：乙女ストーム！
作詞：mft、作曲・編曲：高田暁
3. Shooting Stars
歌：クレシェンドブルー
作詞：真崎エリカ、作曲・編曲：矢鴇つかさ（Arte Refact）
4. Eternal harmony
歌：エターナルハーモニー
作詞：Ayaka Miyane, TAKAROT、作曲：Mitsuyuki Miyake,K's,TAKAROT、編曲：K's,TAKAROT
5. HOME, SWEET FRIENDSHIP
歌：リコッタ
作詞：松井洋平、作曲・編曲：AstroNoteS
6. ジレるハートに火をつけて
歌：灼熱少女
作詞：藤本記子、作曲・編曲：増田武史
7. Birth of Color
歌：BIRTH
作詞：藤本記子、作曲・編曲：EFFY
8. ドリームトラベラー
歌：ミックスナッツ
作詞・作曲：藤本記子、編曲：福富雅之
9. 星屑のシンフォニア
歌：ミルキーウェイ
作詞：藤本記子、作曲・編曲：EFFY
10. STANDING ALIVE
歌：ARRIVE
作詞：松井洋平、作曲・編曲：中土智博

DISC-3
1. ハルカナミライ
歌：天海春香（中村繪里子）、春日未来（山崎はるか）
作詞：藤本記子、作曲・編曲：増谷賢
2. 成長Chu→LOVER!!
歌：望月杏奈（夏川椎菜）、七尾百合子（伊藤美来）
作詞：真崎エリカ、作曲：桑原聖（Arte Refact）、編曲：酒井拓也（Arte Refact）
3. エスケープ
歌：所恵美（藤井ゆきよ）、ジュリア（愛美）
作詞：きみコ、作曲・編曲：AstroNoteS
4. Eternal Spiral
歌：高槻やよい（仁後真耶子）、矢吹可奈（木戸衣吹）
作詞：松井洋平、作曲・編曲：AstroNoteS
5. piece of cake
歌：北上麗花（平山笑美）、北沢志保（雨宮天）
作詞：松井洋平、作曲・編曲：AstroNoteS
6. アライブファクター
歌：如月千早（今井麻美）、最上静香（田所あずさ）
作詞・作曲：藤本記子、編曲：福富雅之
7. Persona Voice
歌：二階堂千鶴（野村香菜子）、萩原雪歩（浅倉杏美）
作詞：真崎エリカ、作曲・編曲：山口朗彦
8. Cut. Cut. Cut.
歌：周防桃子（渡部恵子）、真壁瑞希（阿部里果）
作詞：松井洋平、作曲・編曲：睦月周平
9. Smiling Crescent
歌：箱崎星梨花（麻倉もも）、宮尾美也（桐谷蝶々）
作詞：松井洋平、作曲・編曲：板垣祐介
10. Decided
歌：徳川まつり（諏訪彩花）、馬場このみ（高橋ミナミ）
作詞：結城アイラ、作曲・編曲：山口朗彦
11. 深層マーメイド
歌：我那覇響（沼倉愛美）、伊吹翼（Machico）
作詞：唐沢美帆、作曲・編曲：睦月周平
12. HELLO, YOUR ANGEL♪
歌：天空橋朋花（小岩井ことり）、中谷育（原嶋あかり）
作詞：真崎エリカ、作曲・編曲：鈴木裕明

DISC-4
1. G♡F
歌：秋月律子（若林直美）、篠宮可憐（近藤唯）
作詞・作曲・編曲：KOH
2. little trip around the world
歌：エミリー スチュアート（郁原ゆう）、水瀬伊織（釘宮理恵）
作詞：松井洋平、作曲・編曲：yuxuki waga（fhána）
3. Melody in scape
歌：高山紗代子（駒形友梨）、佐竹美奈子（大関英里）
作詞：真崎エリカ、作曲・編曲：光増ハジメ
4. “Your” HOME TOWN
歌：木下ひなた（田村奈央）、双海亜美（下田麻美）
作詞：松井洋平、作曲・編曲：AstroNoteS
5. fruity love
歌：野々原茜（小笠原早紀）、ロコ（中村温姫）
作詞・作曲：宮崎まゆ、編曲：高橋修平
6. 夜に輝く星座のように
歌：松田亜利沙（村川梨衣）、横山奈緒（渡部優衣）
作詞：松井洋平、作曲・編曲：板垣祐介
7. 秘密のメモリーズ
歌：四条貴音（原由実）、豊川風花（末柄里恵）
作詞・作曲・編曲：KOH
8. たしかな足跡
歌：三浦あずさ（たかはし智秋）、百瀬莉緒（山口立花子）
作詞・作曲：藤本記子、編曲：福富雅之
9. Understand? Understand!
歌：高坂海美（上田麗奈）、田中琴葉（種田梨沙）
作詞：真崎エリカ、作曲：桑原聖（Arte Refact）、編曲：酒井拓也（Arte Refact）
10. ジャングル☆パーティー
歌：大神環（稲川英里）、双海真美（下田麻美）
作詞：松井洋平、作曲・編曲：AstroNoteS
11. Beat the World!!
歌：菊地真（平田宏美）、舞浜歩（戸田めぐみ）
作詞：唐沢美帆、作曲・編曲：EFFY
12. Emergence Vibe
歌：島原エレナ（角元明日香）、星井美希（長谷川明子）
作詞：松井洋平、作曲・編曲：AstroNoteS
13. Dreamscape
歌：永吉昴（斉藤佑圭）、福田のり子（浜崎奈々）
作詞・作曲：藤本記子、編曲：福富雅之

DISC-5
1. ランニング・ハイッ
歌：キャンサー
作詞：松井洋平、作曲・編曲：睦月周平
2. ゲキテキ！ムテキ！恋したい！
歌：レオ
作詞・作曲：藤本記子、編曲：福富雅之
3. Bonnes! Bonnes!! Vacances!!!
歌：リブラ
作詞：松井洋平、作曲・編曲：AstroNoteS
4. NO CURRY NO LIFE
歌：カプリコーン
作詞：唐沢美帆、作曲・編曲：板垣祐介
5. サンリズム・オーケストラ♪（Brand new Ver.）
歌：Sunshine Rhythm
作詞：真崎エリカ、作曲・編曲：EFFY
6. Raise the FLAG
歌：サジタリアス
作詞：松井洋平、作曲・編曲：堀江晶太
7. P.S I Love You
歌：ピスケス
作詞：唐沢美帆、作曲・編曲：ラムシーニ
8. プリムラ
歌：ウィルゴ
作詞・作曲・編曲：KOH
9. 待ちぼうけのLacrima
歌：アクアリウス
作詞：真崎エリカ、作曲：小高光太郎、UiNA、編曲：小高光太郎
10. brave HARMONY（Brand new Ver.）
歌：BlueMoon Harmony
作詞：結城アイラ、作曲・編曲：山口朗彦
11. リフレインキス（Brand new Ver.）
歌：スコーピオ
作詞・作曲：藤本記子、編曲：福富雅之
12. Sweet Sweet Soul
歌：アリエス
作詞：ZAQ、作曲：BERABOW、SigN、編曲：Shinnosuke
13. メメント？モメント♪ルルルルル☆
歌：タウラス
作詞：松井洋平、作曲：宮崎まゆ、編曲：ラムシーニ
14. 永遠の花
歌：ジェミニ
作詞：森由里子、作曲・編曲：三好啓太
15. Starry Melody（Brand new Ver.）
歌：Starlight Melody
作詞：こだまさおり、作曲・編曲：高田暁

## MILLION THE@TER BEST
2023年3月22日発売。「MILLION THE@TER GENETRATION」と「MILLION THE@TER WAVE」のリード曲と、「THE@TER ACTIVITIES」等キャスティング投票企画CDシリーズと「ZWEIGLANZ」「聖ミリオン女学園」の各収録曲、『ミリオンラジオ』の歴代テーマ曲を収録。CD3枚組。
収録曲
DISC-1
1. FairyTaleじゃいられない
歌：フェアリースターズ
作詞：結城アイラ、作曲・編曲：堀江晶太
2. Angelic Parade♪
歌：エンジェルスターズ
作詞：こだまさおり、作曲・編曲：rionos
3. Princess Be Ambitious!!
歌：プリンセススターズ
作詞：藤本記子（Nostargic Orchestra）、作曲：新田目翔、編曲：福富雅之（Nostargic Orchestra）
4. 昏き星、遠い月
歌：夜想令嬢 -GRAC&E NOCTURNE-
作詞：BNSI（青木朋子）・松井洋平、作曲・編曲：伊藤賢
5. 虹色letters
歌：Cleasky
作詞：KOH、作曲・編曲：高田暁
6. ZETTAI×BREAK!! トゥインクルリズム
歌：トゥインクルリズム
作詞：松井洋平、作曲・編曲：KOHTA YAMAMOTO
7. Melty Fantasia
歌：EScape
作詞：モリタコータ、作曲・編曲：小高光太郎
8. 花ざかりWeekend✿
歌：4 Luxury
作詞：唐沢美帆、作曲・編曲：新田目翔
9. 咲くは浮世の君花火
歌：閃光☆HANABI団
作詞：真崎エリカ、作曲：山本陽介、編曲：EFFY
10. ハーモニクス
歌：D/Zeal
作詞：坂井季乃、作曲・編曲：高橋諒（Void_Chords）
11. ハルマチ女子
歌：りるきゃん 〜3 little candy〜
作詞・作曲・編曲：HoneyWorks
12. だってあなたはプリンセス
歌：Charlotte・Charlotte
作詞・作曲：新田目駿、編曲：KOH
13. 月曜日のクリームソーダ
歌：Jelly PoP Beans
作詞：安藤紗々、作曲：原知也、編曲：ラムシーニ
14. ピコピコIIKO! インベーダー
歌：ピコピコプラネッツ
作詞：松井洋平、作曲・編曲：AstroNoteS
15. Episode. Tiara
歌：STAR ELEMENTS
作詞：真崎エリカ、作曲・編曲：EFFY

DISC-2
1. dans l'obscurité
歌：Chrono-Lexica
作詞：中村彼方、作曲・編曲：大和
2. ラビットファー
歌：Xs
作詞・作曲・編曲：OSTER project
3. Cherry Colored Love
歌：Sherry 'n Cherry
作詞・作曲・編曲：櫻澤ヒカル
4. Fermata in Rapsodia
歌：ARCANA
作詞：モリタコータ、作曲・編曲：小高光太郎
5. 百花は月下に散りぬるを
歌：花咲夜
作詞・作曲：藤本記子、編曲：福富雅之
6. Super Duper
歌：Jus-2-Mint
作詞：MEG.ME、作曲：GRP・NIYA、編曲：GRP
7. 絶対的Performer
歌：miraclesonic☆expassion
作詞：遠野四季、作曲・編曲：ラムシーニ
8. Special Wonderful Smile
歌：Fleuranges
作詞：早川博隆・中原徹也、作曲：早川博隆・関根佑樹、編曲：関根佑樹
9. Parade d'amour
歌：オペラセリア・煌輝座
作詞：佐藤厚仁（Dream Monster）、作曲：佐藤厚仁（Dream Monster）、編曲：椿山日南子（Dream Monster）
10. Deep, Deep Blue
歌：ダイヤモンドダイバー◇
作詞・作曲：宮崎まゆ、編曲：賀佐泰洋
11. Arrive You～それが運命でも～
歌：TIntMe!
作詞・作曲・編曲：三好啓太
12. Black★Party
歌：TRICK&TREAT
作詞・作曲・編曲：NA.ZU.NA
13. 深紅のパシオン
歌：chicAAmor
作詞：leonn、作曲：日比野裕史、編曲：渡辺徹×日比野裕史
14. ReTale
歌：≡君彩≡
作詞・作曲・編曲：佐高陵平（Hifumi,inc.）
15. フリースタイル･トップアイドル！
歌：ARMooo
作詞：松井洋平、作曲・編曲：本田正樹（Dream Monster）
16. ABSOLUTE RUN!!!
歌：ストロベリーポップムーン
作詞：唐沢美帆、作曲・編曲：高田暁

DISC-3
1. 創造は始まりの風を連れて
歌：七尾百合子（伊藤美来）、天空橋朋花（小岩井ことり）、箱崎星梨花（麻倉もも）、松田亜利沙（村川梨衣）、ロコ（中村温姫）
作詞：結城アイラ、作曲・編曲：KOHTA YAMAMOTO
2. 侠気乱舞
歌：ジュリア（愛美）、周防桃子（渡部恵子）、大神環（稲川英里）、木下	ひなた（田村奈央）、福田のり子（浜崎奈々）
作詞：松井洋平、作曲・編曲：yuxuki waga（fhána）、編曲：sasakure.UK
3. 赤い世界が消える頃
歌：矢吹可奈（木戸衣吹）、佐竹美奈子（大関英里）、篠宮可憐（近藤唯）、真壁瑞希（阿部里果）、北上麗花（平山笑美）
作詞：真崎エリカ、作曲・編曲：光増ハジメ
4. ビッグバンズバリボー!!!!!
歌：高坂海美（上田麗奈）、所恵美（藤井ゆきよ）、高山紗代子（駒形友梨）、豊川風花（末柄里恵）、横山奈緒（渡部優衣）
作詞・作曲・編曲：ZAQ
5. オーディナリィ・クローバー
歌：桜守歌織（香里有佐）、最上静香（田所あずさ）、望月杏奈（夏川椎菜）、宮尾美也（桐谷蝶々）、百瀬莉緒（山口立花子）
作詞：松井洋平、作曲・編曲：菊池達也
6. ラスト・アクトレス
歌：田中琴葉（種田梨沙）、周防桃子（渡部恵子）、馬場このみ（高橋ミナミ）、真壁瑞希（阿部里果）、白石紬（南早紀）
作詞：中村彼方、作曲：R・O・N、編曲：睦月周平
7. Girl meets Wonder
歌：箱崎星梨花（麻倉もも）、周防桃子（渡部恵子）、徳川まつり（諏訪彩花）、我那覇響（沼倉愛美）、永吉昴（斉藤佑圭）
作詞・作曲：藤本記子、編曲：福富雅之
8. World Changer
歌：如月千早（今井麻美）、菊地真（平田宏美）、星井美希（長谷川明子）、エミリー スチュアート（郁原ゆう）、天海春香（中村繪里子）
作詞：半田翼・新田目翔、作曲・編曲：半田翼
9. クルリウタ
歌：野々原茜（小笠原早紀）、島原エレナ（角元明日香）、桜守歌織（香里有佐）、二階堂千鶴（野村香菜子）、北沢志保（雨宮天）
作詞：藤本記子、作曲：daph、編曲：福富雅之
10. アライアンス・スターダスト
歌：ZWEIGLANZ
作詞：Selena Higa・alico、作曲：BNSI（Toaki Usami）、編曲：Ryosuke Kawasaki
11. Shine My Way
歌：ZWEIGLANZ
作詞：霜月はるか、作曲・編曲：白澤亮（ノイジークローク）
12. カーテシーフラワー
歌：高坂海美（上田麗奈）、三浦あずさ（たかはし智秋）、中谷育（原嶋あかり）
作詞：真崎エリカ、作曲・編曲：原田篤（Arte Refact）
13. 聖ミリオン女学園校歌
歌：永吉昴（斉藤佑圭）、如月千早（今井麻美）、篠宮可憐（近藤唯）
作詞：真崎エリカ、作曲・編曲：原田篤（Arte Refact）
14. 花びらメモリーズ
歌：白石紬（南早紀）、佐竹美奈子（大関英里）、周防桃子（渡部恵子）、所恵美（藤井ゆきよ）
作詞：真崎エリカ、作曲：本多友紀（Arte Refact）、編曲：脇眞富（Arte Refact）
15. U・N・M・E・I ライブ
歌：春日未来（山崎はるか）、最上静香（田所あずさ）、箱崎星梨花（麻倉もも）
作詞：伊福部崇、作曲：増谷賢、編曲：長田直之
16. ターンオンタイム！
歌：春日未来（山崎はるか）、最上静香（田所あずさ）、箱崎星梨花（麻倉もも）
作詞：伊福部崇、作曲・編曲：三好啓太
17. ENDLESS TOUR
歌：春日未来（山崎はるか）、最上静香（田所あずさ）、箱崎星梨花（麻倉もも）
作詞：伊福部崇、作曲：田中俊亮、編曲：酒井拓也

### ユニットメンバー
1. 1 2 3 4 5 6 7  天海春香（中村繪里子）、如月千早（今井麻美）、星井美希（長谷川明子）、萩原雪歩（浅倉杏美）、高槻やよい（仁後真耶子）、菊地真（平田宏美）、水瀬伊織（釘宮理恵）、四条貴音（原由実）、秋月律子（若林直美）、三浦あずさ（たかはし智秋）、双海亜美 / 真美（下田麻美）、我那覇響（沼倉愛美）、春日未来（山崎はるか）、最上静香（田所あずさ）、伊吹翼（Machico）、田中琴葉（種田梨沙）、島原エレナ（角元明日香）、佐竹美奈子（大関英里）、所恵美（藤井ゆきよ）、徳川まつり（諏訪彩花）、箱崎星梨花（麻倉もも）、野々原茜（小笠原早紀）、望月杏奈（夏川椎菜）、ロコ（中村温姫）、七尾百合子（伊藤美来）、高山紗代子（駒形友梨）、松田亜利沙（村川梨衣）、高坂海美（上田麗奈）、中谷育（原嶋あかり）、天空橋朋花（小岩井ことり）、エミリー スチュアート（郁原ゆう）、北沢志保（雨宮天）、舞浜歩（戸田めぐみ）、木下ひなた（田村奈央）、矢吹可奈（木戸衣吹）、横山奈緒（渡部優衣）、二階堂千鶴（野村香菜子）、馬場このみ（髙橋ミナミ）、大神環（稲川英里）、豊川風花（末柄里恵）、宮尾美也（桐谷蝶々）、福田のり子（浜崎奈々）、真壁瑞希（阿部里果）、篠宮可憐（近藤唯）、百瀬莉緒（山口立花子）、永吉昴（斉藤佑圭）、北上麗花（平山笑美）、周防桃子（渡部恵子）、ジュリア（愛美）、白石紬（南早紀）、桜守歌織（香里有佐）
2. ↑  我那覇響（沼倉愛美）、秋月律子（若林直美）、高槻やよい（仁後真耶子）、双海亜美（下田麻美）、水瀬伊織（釘宮理恵）
3. ↑  春日未来（山崎はるか）、伊吹翼（Machico）、七尾百合子（伊藤美来）、真壁瑞希（阿部里果）、望月杏奈（夏川椎菜）
4. ↑  最上静香（田所あずさ）、北上麗花（平山笑美）、北沢志保（雨宮天）、野々原茜（小笠原早紀）、箱崎星梨花（麻倉もも）
5. ↑  如月千早（今井麻美）、エミリー スチュアート（郁原ゆう）、ジュリア（愛美）、徳川まつり（諏訪彩花）、豊川風花（末柄里恵）
6. ↑  天海春香（中村繪里子）、周防桃子（渡部恵子）、福田のり子（浜崎奈々）、松田亜利沙（村川梨衣）、横山奈緒（渡部優衣）
7. ↑  田中琴葉（種田梨沙）、大神環（稲川英里）、高坂海美（上田麗奈）、所恵美（藤井ゆきよ）、宮尾美也（桐谷蝶々）
8. ↑  菊地真（平田宏美）、萩原雪歩（浅倉杏美）、舞浜歩（戸田めぐみ）、三浦あずさ（たかはし智秋）、矢吹可奈（木戸衣吹）
9. ↑  馬場このみ（高橋未奈美）、木下ひなた（田村奈央）、佐竹美奈子（大関英里）、中谷育（原嶋あかり）、双海真美（下田麻美）
10. ↑  星井美希（長谷川明子）、高山紗代子（駒形友梨）、天空橋朋花（小岩井ことり）、永吉昴（斉藤佑圭）、二階堂千鶴（野村香菜子）
11. ↑  篠宮可憐（近藤唯）、四条貴音（原由実）、島原エレナ（角元明日香）、百瀬莉緒（山口立花子）、ロコ（中村温姫）
12. ↑  エミリー スチュアート（郁原ゆう）、木下ひなた（田村奈央）、横山奈緒（渡部優衣）
13. ↑  島原エレナ（角元明日香）、中谷育（原嶋あかり）、ロコ（中村温姫）
14. ↑  伊吹翼（Machico）、佐竹美奈子（大関英里）、福田のり子（浜崎奈々）
15. ↑  望月杏奈（夏川椎菜）、百瀬莉緒（山口立花子）、矢吹可奈（木戸衣吹）
16. ↑  伊吹翼（Machico）、エミリー スチュアート（郁原ゆう）、木下ひなた（田村奈央）、佐竹美奈子（大関英里）、島原エレナ（角元明日香）、中谷育（原嶋あかり）、福田のり子（浜崎奈々）、望月杏奈（夏川椎菜）、百瀬莉緒（山口立花子）、矢吹可奈（木戸衣吹）、横山奈緒（渡部優衣）、ロコ（中村温姫）、桜守歌織（香里有佐）
17. ↑  所恵美（藤井ゆきよ）、舞浜歩（戸田めぐみ）、真壁瑞希（阿部里果）
18. ↑  篠宮可憐（近藤唯）、天空橋朋花（小岩井ことり）、二階堂千鶴（野村香菜子）
19. ↑  永吉昴（斉藤佑圭）、七尾百合子（伊藤美来）、最上静香（田所あずさ）
20. ↑  北上麗花（平山笑美）、ジュリア（愛美）、高山紗代子（駒形友梨）
21. ↑  北上麗花（平山笑美）、篠宮可憐（近藤唯）、ジュリア（愛美）、高山紗代子（駒形友梨）、天空橋朋花（小岩井ことり）、所恵美（藤井ゆきよ）、永吉昴（斉藤佑圭）、七尾百合子（伊藤美来）、二階堂千鶴（野村香菜子）、舞浜歩（戸田めぐみ）、真壁瑞希（阿部里果）、最上静香（田所あずさ）、白石紬（南早紀）
22. ↑  北沢志保（雨宮天）、高坂海美（上田麗奈）、田中琴葉（種田梨沙）、松田亜利沙（村川梨衣）
23. ↑  大神環（稲川英里）、野々原茜（小笠原早紀）、箱崎星梨花（麻倉もも）
24. ↑  春日未来（山崎はるか）、徳川まつり（諏訪彩花）、宮尾美也（桐谷蝶々）
25. ↑  周防桃子（渡部恵子）、豊川風花（末柄里恵）、馬場このみ（高橋未奈美）
26. ↑  大神環（稲川英里）、春日未来（山崎はるか）、北沢志保（雨宮天）、高坂海美（上田麗奈）、周防桃子（渡部恵子）、徳川まつり（諏訪彩花）、豊川風花（末柄里恵）、野々原茜（小笠原早紀）、箱崎星梨花（麻倉もも）、馬場このみ（高橋未奈美）、松田亜利沙（村川梨衣）、宮尾美也（桐谷蝶々）、田中琴葉（種田梨沙）
27. ↑  最上静香（田所あずさ）、白石紬（南早紀）、所恵美（藤井ゆきよ）、ジュリア（愛美）、北沢志保（雨宮天）
28. ↑  伊吹翼（Machico）、箱崎星梨花（麻倉もも）、桜守歌織（香里有佐）、北上麗花（平山笑美）、望月杏奈（夏川椎菜）
29. ↑  春日未来（山崎はるか）、徳川まつり（諏訪彩花）、矢吹可奈（木戸衣吹）、七尾百合子（伊藤美来）、エミリー スチュアート（郁原ゆう）
30. ↑  天空橋朋花（小岩井ことり）、所恵美（藤井ゆきよ）、二階堂千鶴（野村香菜子）、百瀬莉緒（山口立花子）
31. ↑  島原エレナ（角元明日香）、宮尾美也（桐谷蝶々）
32. ↑  中谷育（原嶋あかり）、七尾百合子（伊藤美来）、松田亜利沙（村川梨衣）
33. ↑  真壁瑞希（阿部里果）、白石紬（南早紀）、北沢志保（雨宮天）
34. ↑  桜守歌織（香里有佐）、豊川風花（末柄里恵）、北上麗花（平山笑美）、馬場このみ（高橋未奈美）
35. ↑  高山紗代子（駒形友梨）、横山奈緒（渡部優衣）、高坂海美（上田麗奈）、佐竹美奈子（大関英里）、福田のり子（浜崎奈々）
36. ↑  ジュリア（愛美）、最上静香（田所あずさ）
37. ↑  篠宮可憐（近藤唯）、野々原茜（小笠原早紀）、伊吹翼（Machico）
38. ↑  徳川まつり（諏訪彩花）、エミリー スチュアート（郁原ゆう）
39. ↑  ロコ（中村温姫）、舞浜歩（戸田めぐみ）、永吉昴（斉藤佑圭）、周防桃子（渡部恵子）
40. ↑  木下ひなた（田村奈央）、箱崎星梨花（麻倉もも）、大神環（稲川英里）、望月杏奈（夏川椎菜）
41. ↑  春日未来（山崎はるか）、矢吹可奈（木戸衣吹）、田中琴葉（種田梨沙）
42. ↑  七尾百合子（伊藤美来）、永吉昴（斉藤佑圭）、真壁瑞希（阿部里果）、望月杏奈（夏川椎菜）、ロコ（中村温姫）
43. ↑  星井美希（長谷川明子）、萩原雪歩（浅倉杏美）、菊地真（平田宏美）、水瀬伊織（釘宮理恵）
44. ↑  馬場このみ（高橋未奈美）、百瀬莉緒（山口立花子）
45. ↑  三浦あずさ（たかはし智秋）、如月千早（今井麻美）、四条貴音（原由実）
46. ↑  エミリー スチュアート（郁原ゆう）、白石紬（南早紀）、天空橋朋花（小岩井ことり）
47. ↑  佐竹美奈子（大関英里）、横山奈緒（渡部優衣）
48. ↑  舞浜歩（戸田めぐみ）、福田のり子（浜崎奈々）、島原エレナ（角元明日香）、高坂海美（上田麗奈）
49. ↑  篠宮可憐（近藤唯）、箱崎星梨花（麻倉もも）、木下ひなた（田村奈央）、宮尾美也（桐谷蝶々）
50. ↑  北沢志保（雨宮天）、桜守歌織（香里有佐）、田中琴葉（種田梨沙）、徳川まつり（諏訪彩花）
51. ↑  高槻やよい（仁後真耶子）、天海春香（中村繪里子）、我那覇響（沼倉愛美）
52. ↑  大神環（稲川英里）、中谷育（原嶋あかり）、周防桃子（渡部恵子）
53. ↑  北上麗花（平山笑美）、野々原茜（小笠原早紀）
54. ↑  高山紗代子（駒形友梨）、豊川風花（末柄里恵）、ジュリア（愛美）、二階堂千鶴（野村香菜子）
55. ↑  所恵美（藤井ゆきよ）、矢吹可奈（木戸衣吹）、松田亜利沙（村川梨衣）
56. ↑  双海真美（下田麻美）、秋月律子（若林直美）、双海亜美（下田麻美）
57. ↑  春日未来（山崎はるか）、最上静香（田所あずさ）、伊吹翼（Machico）
58. 1 2  玲音（茅原実里）、詩花（高橋李依）